# Anyphops mumai
Anyphops mumai är en spindelart som först beskrevs av José Antonio Corronca 1996.  Anyphops mumai ingår i släktet Anyphops och familjen Selenopidae. Inga underarter finns listade i Catalogue of Life.